# Paradoxostoma gracilis
Paradoxostoma gracilis is een mosselkreeftjessoort uit de familie van de Paradoxostomatidae. De wetenschappelijke naam van de soort is voor het eerst geldig gepubliceerd in 1915 door Chapman.